# Хлађење
Хлађење је процес у коме се физички систем ослобађа топлоте (термичке енергије). 

## Фрижидери
Фрижидери (као и остали расхладни уређаји) раде по левокретном кружном процесу. Основни елементи су : компресор - подиже притисак радног тела (гаса, најчешће неки фреон, раније амонијак), испаривач - фреон на сниженом притиску прима топлоту од намирница унутар коморе фрижидера и испарава, пригушни вентил - у њему се врши адијабатско пригушивање (притисак опада без размене топлоте), кондензатор - налази се ван коморе фрижидера, на повишеном притиску фреон предаје топлоту околини и кондензује се. Количина топлоте која се одведе од фреона у кондензатору је већа од оне која се доведе у испаривачу - фрижидер више загрева околину него што хлади намирнице. Код овог процеса се троши ел. енергија за добијање механичког рада компресора који подиже притисак радном телу.

## Магнетно хлађење
Магнетно хлађење је технологија која се употребљава у области истраживања ниских температура (око апсолутне нуле). Из угла статистичке механике температура система је мерило кинетичке енергије његових честица. Супстанца која се хлади магнетном методом мора бити парамагнетна. Када се парамагнетик унесе у магнетско поље долази до оријентације спинова чиме се практично смањује њихова покретљивост. Када се поље уклони, због топлотног кретања, спинови ће опет постати хаотично усмерени у свим правцима. Ако је систем изолован, адијабатски систем је тада једини извор енергије за повећање покретљивости након уклањања поља његова сопствена топлотна енергија. И пошто нова слобода за кретање одузима део енергије систему доћи ће до пада температуре. Дакле, цео процес се одвија у два корака. У првом, изотермски процес спинови се оријентишу и цео систем спољашњим хлађењем у присуству спољашњег магнетног поља доведе се на најнижу могућу температуру. Онда се систем изолује и уклањањем спољашњег поља долази до додатног хлађења. Процес се зове хлађење адијабатским размагнетисавањем. Идеју о магнетном хлађењу је први публиковао канадски физичар Френсис Џиок 17. децембра 1926. године, а експериментално је доказао 12. априла 1933. на Калифорниском универзитету. Овом методом је постигао температуру 0,53 К а каснијим усвршавањем и температуре од 0,34 К и 0,25 К.
Адијабатским размагнетисавањем нуклеарних спинова фински истраживачи су 1999. постигли у металном родијуму темепратуру од 100 рК пико келвина или 0,0000000001 К.